# Ambassade de France en Birmanie
L'ambassade de France en Birmanie est la représentation diplomatique de la République française dans la république de l'Union de Birmanie. Elle est située à Rangoun, l'ancienne capitale du pays, et dirigée depuis 2023 par un chargé d'affaires, René Consolo.

## Ambassade
L'ambassade est située sur Pyidaungsu Yeithka Road, à Rangoun, la capitale économique du pays. Elle accueille aussi une section consulaire.

## Ambassadeurs de France en Birmanie
| De   | À        | Ambassadeur                      |
| ---- | -------- | -------------------------------- |
| 1948 | 1950     | Gérard Raoul-Duval               |
| 1950 | 1952     | Raymond Plion-Bernier            |
| 1952 | 1956     | Christian Belle                  |
| 1956 | 1959     | Pierre Salade                    |
| 1959 | 1961     | André Favereau                   |
| 1961 | 1965     | Robert Morel-Francoz             |
| 1965 | 1970     | René Millet                      |
| 1970 | 1972     | Gérard Peres                     |
| 1972 | 1976     | Hubert Yver de La Bruchollerie   |
| 1976 | 1977     | François Geoffroy-Dechaume       |
| 1977 | 1980     | Michel de Camaret                |
| 1980 | 1984     | Michel Cadol                     |
| 1984 | 1987     | Yves Rodrigue                    |
| 1987 | 1990     | Georges Sidre                    |
| 1990 | 1994     | Alain Briottet                   |
| 1994 | 1999     | Bernard Pottier                  |
| 1999 | 2003     | Bernard Amaudric du Chaffaut     |
| 2003 | 2007     | Jean-Michel Lacombe              |
| 2007 | 2010     | Jean-Pierre Lafosse              |
| 2010 | 2015     | Thierry Mathou                   |
| 2015 | 2018     | Olivier Richard (d)              |
| 2018 | 2023     | Christian Lechervy               |
| 2023 | en cours | René Consolo (chargé d'affaires) |

## Relations diplomatiques
Les relations entre les deux pays remontent au XVIIIe siècle quand le roi de Birmanie[Lequel ?] a envoyé une mission amicale, menée par les Hauts-commissaires Kin Wun et Yaw U Po Hlaing, en France. Les relations diplomatiques ont officiellement été établies en 1872. Les recherches historiques ont révélé qu’un accord commercial avait été signé entre Kin Wun Mingyi, représentant la Birmanie, et Charles de Remusat, alors ministre français des Affaires étrangères, le 24 janvier 1873, pour construire un chemin de fer reliant la Birmanie à l’Indochine (Vietnam, Laos, Cambodge). Pour des raisons diverses, ce projet n’a jamais vu le jour.
Après l'indépendance de la Birmanie, le 4 janvier 1948, les relations officielles, interrompues pendant la colonisation britannique, ont repris. La France a été, à cette époque, le premier pays européen à établir des contacts diplomatiques avec la Birmanie, le 28 février 1948, au niveau de la légation. Mya Sein a donc été envoyé à Paris et Guy Toffin a pris le poste de Chargé d’affaires dans la capitale birmane, le 5 novembre 1949. En 1962, le premier ambassadeur français au Myanmar était Robert Morel-Francoz et son homologue birman, Soa Boonwaat. Les relations bilatérales, historiquement anciennes, sont cordiales, compréhensives et les deux pays se respectent mutuellement.

## Consulat

### Communauté française
Au 31 décembre 2016, 809 Français sont inscrits sur les registres consulaires en Birmanie.
| 2001 | 2002 | 2003 | 2004 |
| ---- | ---- | ---- | ---- |
| 196  | 198  | 229  | 248  |

| 2005 | 2006 | 2007 | 2008 |
| ---- | ---- | ---- | ---- |
| 269  | 265  | 234  | 274  |

| 2009 | 2010 | 2011 | 2012 |
| ---- | ---- | ---- | ---- |
| 280  | 254  | 270  | 298  |

| 2013 | 2014 | 2015 | 2016 |
| ---- | ---- | ---- | ---- |
| 486  | 662  | 777  | 809  |

### Circonscriptions électorales
Depuis la loi du 22 juillet 2013 réformant la représentation des Français établis hors de France avec la mise en place de conseils consulaires au sein des missions diplomatiques, les ressortissants français d'une circonscription recouvrant la Birmanie et la Thaïlande élisent pour six ans quatre conseillers consulaires. Ces derniers ont trois rôles : 
1. ils sont des élus de proximité pour les Français de l'étranger ;
2. ils appartiennent à l'une des quinze circonscriptions qui élisent en leur sein les membres de l'Assemblée des Français de l'étranger ;
3. ils intègrent le collège électoral qui élit les sénateurs représentant les Français établis hors de France.

Pour l'élection à l'Assemblée des Français de l'étranger, la Birmanie appartenait jusqu'en 2014 à la circonscription électorale de Bangkok, comprenant aussi Brunei, le Cambodge, l'Indonésie, le Laos, la Malaisie, les Palaos, les Philippines, Singapour, la Thaïlande, le Timor oriental et le Viêt Nam, et désignant trois sièges. La Birmanie appartient désormais à la circonscription électorale « Asie-Océanie » dont le chef-lieu est Hong Kong et qui désigne neuf de ses 59 conseillers consulaires pour siéger parmi les 90 membres de l'Assemblée des Français de l'étranger.
Pour l'élection des députés des Français de l’étranger, la Birmanie dépend de la 11e circonscription.